# Neu-Anspach
Neu-Anspach é um município da Alemanha, situado no distrito do Alto Taunus, no estado de Hesse. Tem 36,14 km² de área, e sua população em 2019 foi estimada em 14.501 habitantes.